# Journées de septembre
Ne pas confondre avec le Pogrom de Bakou, autre pogrom à Bakou à l'encontre des Arméniens en 1990 ; les « Journées de septembre » sont également un épisode de la révolution belge en 1830 ; ne pas confondre avec les massacres de Septembre en 1792 en France.
Les journées de septembre (en arménien : 1918 թ Բաքվի հայերի կոտորած) est un pogrom de septembre 1918 perpétré par Enver Pacha à la tête de l'armée de l'islam à l'encontre de la population arménienne de Bakou, capitale de la récente république démocratique d'Azerbaïdjan,,. Le nombre de 10 000 victimes arméniennes est généralement retenu, toutefois certaines sources affirment que le nombre de victimes atteindrait le chiffre de 30 000 Arméniens,,,.